# Alfred Goullet
Alfred 'Alf' Goullet (Cippeland (Australië), 5 april 1891 – Toms River (Verenigde Staten), 11 maart 1995) was een Australisch-Amerikaans wielrenner die professional was tussen 1909 en 1924.
Goullet was een goed sprinter en achtervolger, maar vooral een van de grootste zesdaagserijders van zijn tijd.

## Carrière
In 1910 vertrok hij op negentienjarige leeftijd samen met Paddy Hehir naar de Verenigde Staten, waar ze meteen tweede werden in de Zesdaagse van Boston en vierde in die van New York. Goullet was hierdoor zo aangestoken dat hij, na nog even te zijn teruggekeerd naar Australië, uiteindelijk in Amerika zou blijven en in 1916 de Amerikaanse nationaliteit aanvroeg. Hij vestigde zich in Newark.
In 1912 vestigde hij in Salt Lake City wereldrecords op de twee derde mijl, driekwart mijl en de hele mijl.
In november 1914 won hij de Zesdaagse van New York, samen met zijn landgenoot Alfred Grenda. De 2759,2 mijl die zij toen aflegden is tot op de dag van vandaag een record. Goullet reed het laatste uur van de wedstrijd zonder hulp van Grenda, omdat die met een blindedarmontsteking had moeten afhaken.
In de jaren twintig werd hij de bestbetaalde renner in het zesdaagsecircuit en verdiende tot 1000 dollar per dag.
In totaal won hij ruim 400 wedstrijden, vestigde zes wereldrecords en won 15 van de 29 zesdaagsen waaraan hij deelnam. Zo heeft hij het record van meeste overwinningen in de Zesdaagse van New York (gedeeld met de Italiaanse renner Franco Giorgetti) met acht zeges.
In 1924, in dat jaar werd hij nog vierde in de Zesdaagse van New York, reed hij zijn laatste wedstrijd. Hij werd verzekeringsmakelaar en baatte een rolschaatsbaan uit. Goullet bleef recreatief fietsen tot in 1988 en overleed op de leeftijd van 103 jaar.

## Belangrijkste overwinningen
1909
- Australisch kampioen op de baan, sprint, Elite

1912
- Zesdaagse van Sydney; + Paddy Hehir
- Zesdaagse van Melbourne; + Paddy Hehir
- Wereldrecord op de baan, 1 mijl, Amateurs

1913
- Zesdaagse van New York; + Joe Fogler
- Zesdaagse van Parijs; + Joe Fogler
- Australisch kampioen op de baan, sprint, Elite

1914
- Zesdaagse van New York; + Alfred Grenda
- Zesdaagse van Boston; + Alfred Hill
- Zesdaagse van Newark; + Alfred Hill

1916
- Zesdaagse van Boston; + Alfred Grenda

1917
- Zesdaagse van New York; + Jake Magin

1919
- Zesdaagse van New York; + Eddy Madden

1920
- Zesdaagse van New York; + Jake Magin

1921
- Zesdaagse van New York; + Maurice Brocco

1922
- Zesdaagse van New York; + Gaetano Belloni
- Zesdaagse van Chicago; + Ernst Kockler

1923
- Zesdaagse van New York; + Alfred Grenda

1924
- Wereldrecord op de baan, 50 mijl, Amateurs

- Bibliothèque nationale de France: cb14976136f (data)
- International Standard Name Identifier: 0000 0004 5095 9690
- Virtual International Authority File: 316737118